# Jūratė und Kastytis

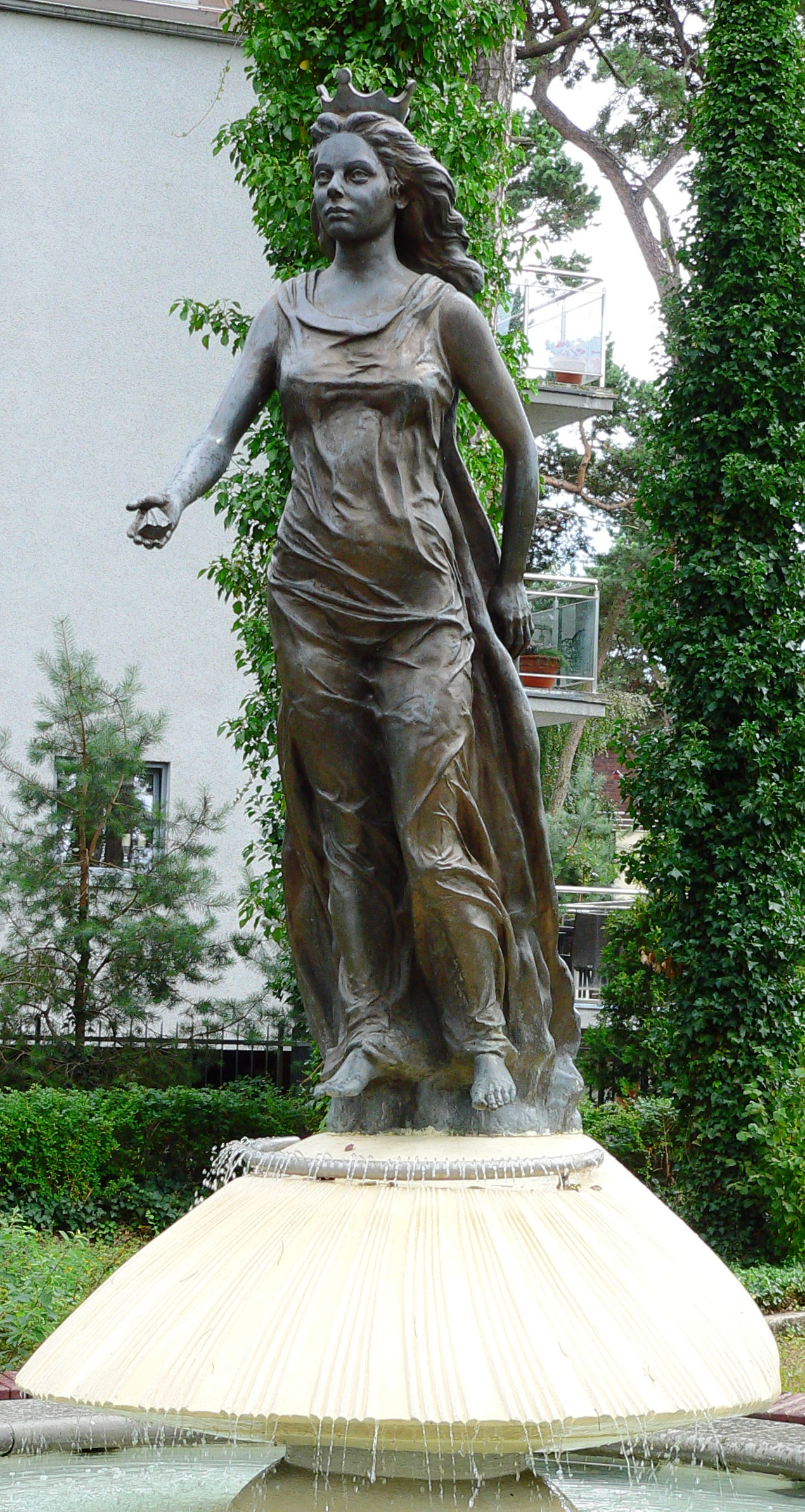
Jūratė-Skulptur in Jurata (Polen)

Jūratė und Kastytis ist eine litauische Legende. Literarisch fixiert wurde sie erstmals 1842 durch Liudvikas Adomas Jucevičius. Seither wurde sie vielfach adaptiert – in Form von modernen Gedichten, Balletten und sogar Rock-Opern.

## Die Erzählung
Die Geschichte ist von Version zu Version sehr unterschiedlich. Die Grundzüge aber sind dieselben. Die Göttin Jūratė (in einigen Geschichten Meerjungfrau genannt), deren Name auf dem litauischen Wort jūra für Meer beruht, lebte tief in der Ostsee in einem wunderschönen Bernsteinschloss. Sie regierte das Meer und all seine Bewohner. Ein junger Fischer mit dem Namen Kastytis störte diesen Frieden, als er sehr viele Fische fing. Jūratė beschloss, ihn zu bestrafen und den Frieden wiederherzustellen, verliebte sich aber in den gutaussehenden jungen Mann. Sie lebten eine Weile lang glücklich im Bernsteinschloss, aber Perkūnas, der Donnergott der litauischen Mythologie, erfuhr, dass die unsterbliche Göttin sich in einen Sterblichen verliebt hatte. Er tobte vor Wut und zerstörte das Bernsteinschloss mit einem Blitz, sodass nur Millionen kleiner Bernsteinstückchen übrigblieben. Jūratė ließ er am Meeresgrund entweder an die Ruinen oder einen Fels ketten. Laut der Legende ist dies der Grund für die Bernsteinstückchen, die noch heute nach einem Sturm an die Strände der baltischen Länder gespült werden.
Andere Versionen erzählen, dass Jūratė Kastytis gerettet habe, als er in einem Sturm zu ertrinken drohte, dass Kastytis später von dem wütenden Perkūnas getötet wurde und dass Jūratė den Tod ihres Liebhabers bis heute beweint. Nach diesen Versionen sind es ihre Tränen, die zu Bernsteinstückchen gehärtet an Land gespült werden, und dass man in Sturmzeiten noch heute ihr Weinen hören kann. Einige Versionen präzisieren, dass Kastytis aus dem kleinen Fischerdorf Šventoji nördlich von Palanga stammte.

## Kulturelle Bedeutung

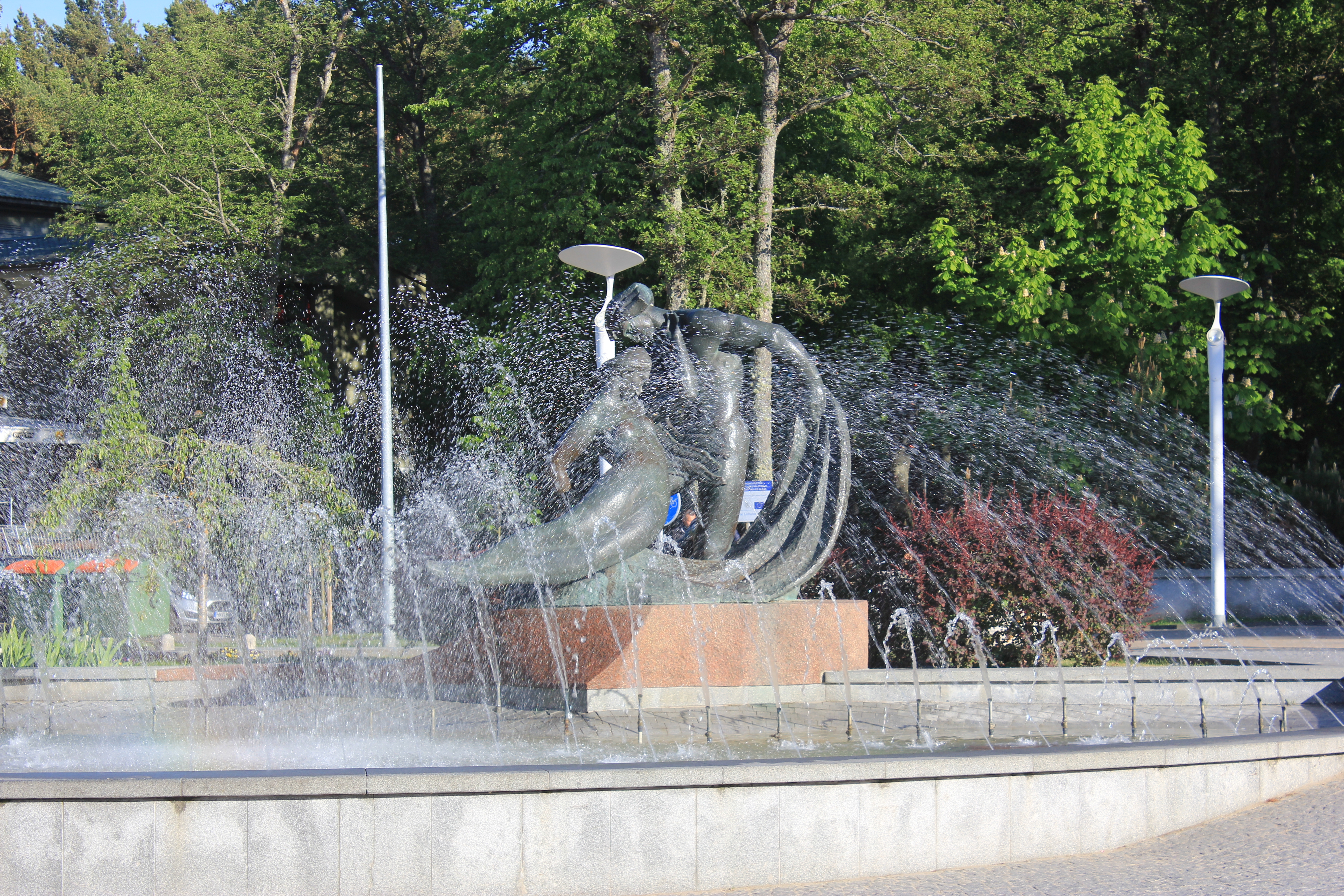
Fontäne in Palanga

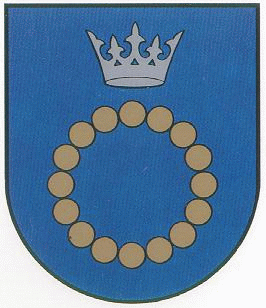
Die Krone und das Bernsteinhalsband von Jūratė im Wappen von Palanga

Der Kern der Erzählung liegt in Varianten in Texten verschiedener Gattungen vor. Bekannt sind das Märchen Eglė, die Königin der Nattern (litauisch: Eglė žalčių karalienė) sowie Jūratė und Kastytis. Beide enthalten neben der romantisierten Darstellung auch Elemente der litauischen Mythologie, insbesondere eine ätiologische Komponente. Bis heute sind sowohl Eglė als auch Jūratė populäre weibliche Vornamen in Litauen. Die Sage über Jūratė und Kastytis schrieb der Volkskundler, Ethnograph und Literaturhistoriker Liudvikas Adomas Jucevičius auf und veröffentlichte sie auf Polnisch in Vilnius in seinem Buch Wspomnienia Zmudzi (1842).
Der französische Anthropologe und Sprachforscher Paolo Barbaro von der École Pratique des Hautes Études in Paris sieht den Mythos wie auch andere Mythen indoeuropäischer und asiatischer Völker (z. B. den japanischen Mythos der Brüder Hoori und Hoderi, Jäger und Fischer) im Kontext einer auf das jüngere Paläolithikum zurückgehenden Vorstellung eines ewigen und einsamen Jenseits im damals noch nicht befahrbaren Meer.

## Rezeption

### Film
- Trickfilm: Bernsteinschloß (Jantarnyj zamok) – Sowjetunion 1959, Regie: Alexandra Gawrilowna Sneschko-Blozkaja
- Trickfilm: Jūratė und Kastytis (Jūratė ir Kastytis) – Litauen 1989, Regie: Nijole Valadkevičiūte

### Musik
- Juozas Gruodis komponierte ein Ballett Jūratė ir Kastytis (Uraufführung 1933).
- Der litauische Komponist Kazimieras Viktoras Banaitis schrieb die Oper Jūratė ir Kastytis (Uraufführung in Chicago – wo viele Exil-Litauer leben – 1972).
- Rockoper Jūratė ir Kastytis. Legendos tesinys (Jūratė und Kastytis. Fortsetzung der Sage) von Rokas Radzevičius und Rimvydas Stankevičius (Uraufführung am 1. August 2002 zum 750. Jubiläum der Stadt Klaipėda unter Mitwirkung mehrerer nationaler Stars).

### Bildende Kunst
- Holzschnitte aus dem Zyklus Jūratė ir Kastytis (1936) von Vaclovas Rataiskis-Ratas, die er für die Ballade schuf, gewannen 1937 Preise in einer internationalen Ausstellung in Paris.
- Linolschnitt: Jūratė ir Kastytis (1977) von Vytautas Ignas.